# Sunrise Tennis Championship 2010
Il Sunrise Tennis Championship 2010, noto come BMW Tennis Championship per ragioni di sponsorizzazione, è stato un torneo professionistico di tennis maschile giocato sul cemento, che faceva parte dell'ATP Challenger Tour 2010. Si è giocato a Sunrise negli USA dal 16 al 21 marzo 2010.

## Partecipanti

### Teste di serie
| Nazionalità | Giocatore       | Ranking* | Testa di serie |
| ----------- | --------------- | -------- | -------------- |
| Rep. Ceca   | Radek Štěpánek  | 17       | 1              |
| Francia     | Gilles Simon    | 21       | 2              |
| Germania    | Benjamin Becker | 39       | 3              |
| Francia     | Jérémy Chardy   | 44       | 4              |
| Italia      | Andreas Seppi   | 46       | 5              |
| Germania    | Andreas Beck    | 48       | 6              |
| Germania    | Michael Berrer  | 51       | 7              |
| Germania    | Florian Mayer   | 53       | 8              |

- Ranking all'8 marzo 2010.

### Altri partecipanti
Giocatori che hanno ricevuto una wild card:
- Stefan Koubek
- Sébastien Grosjean
- Ryan Harrison
- Radek Štěpánek

Giocatori passati dalle qualificazioni:
- Kevin Kim
- Harel Levy
- Björn Phau
- Bobby Reynolds

## Campioni

### Singolare
Florian Mayer ha battuto in finale  Gilles Simon, 6–4, 6–4

### Doppio
Martin Damm /  Filip Polášek hanno battuto in finale  Lukáš Dlouhý /  Leander Paes, 4–6, 6–1, [13–11]